# Championnat de Sao Tomé-et-Principe de football 2018
Navigation
Édition précédente Édition suivante
La saison 2018 du Championnat de Sao Tomé-et-Principe de football est la 33e édition du championnat de première division nationale. La compétition se déroule de façon parallèle sur les deux îles (São Tomé et Principe) puis le premier de chaque île s'affrontent lors de la finale nationale, disputée en matchs aller et retour. Il y a un système de promotion-relégation pour le championnat de São Tomé alors que sur Principe, les six clubs existants disputent chaque saison la compétition.
C'est le club d'UDRA, tenant du titre et champion de São Tomé, qui remporte à nouveau la compétition cette saison après avoir battu en finale le représentant de Principe, le FC Porto Real. C'est le troisième titre de champion de São Tomé-et-Principe de l'histoire du club. Porto Real prend sa revanche en battant l'UDRA en finale de la Taça Nacional.

## Participants
- Île de São Tomé :
  - Sporting Clube da Praia Cruz
  - FC Neves
  - UDRA
  - Vitória Riboque
  - Folha Fede
  - Caixão Grande
  - Aliança Nacional
  - 6 de Setembro - Promu de D2
  - Sporting São Tomé - Promu de D2
  - Inter Bom-Bom
  - Agrosport FC
  - Trindade FC
- Île de Principe :
  - Sporting Clube do Principe
  - GD Os Operários
  - UDAPB
  - FC Porto Real
  - GD Primeiro de Maio
  - GD Sundy

## Compétition

### Classement
Le classement est établi sur le barème de points classique (victoire à 3 points, match nul à 1, défaite à 0). Pour départager les égalités, on tient d'abord compte de la différence de buts générale, puis du nombre de buts marqués, puis des confrontations directes.
| Rang | Équipe                       | Pts | J  | G  | N | P  | Bp | Bc | Diff |
| ---- | ---------------------------- | --- | -- | -- | - | -- | -- | -- | ---- |
| 1    | UDRAT                        | 45  | 22 | 14 | 3 | 5  | 52 | 21 | +31  |
| 2    | Sporting Clube da Praia Cruz | 41  | 22 | 13 | 2 | 7  | 32 | 20 | +12  |
| 3    | Trindade FC                  | 34  | 22 | 9  | 7 | 6  | 31 | 25 | +6   |
| 4    | Vitória Riboque              | 31  | 22 | 8  | 7 | 7  | 26 | 27 | -1   |
| 5    | 6 de SetembroP               | 31  | 22 | 9  | 4 | 9  | 36 | 42 | -6   |
| 6    | Aliança Nacional             | 30  | 22 | 8  | 6 | 8  | 36 | 32 | +4   |
| 7    | Agrosport FC                 | 29  | 22 | 8  | 5 | 9  | 36 | 41 | -5   |
| 8    | Sporting São ToméP           | 29  | 22 | 8  | 5 | 9  | 31 | 39 | -8   |
| 9    | Caixão Grande                | 29  | 22 | 9  | 2 | 11 | 24 | 31 | -7   |
| 10   | Folha Fede                   | 28  | 22 | 7  | 7 | 8  | 33 | 32 | +1   |
| 11   | FC Neves                     | 27  | 22 | 8  | 3 | 11 | 27 | 33 | -6   |
| 12   | Inter Bom-Bom                | 13  | 22 | 2  | 7 | 13 | 15 | 36 | -21  |

| Rang | Équipe                     | Pts | J  | G  | N | P  | Bp | Bc | Diff |
| ---- | -------------------------- | --- | -- | -- | - | -- | -- | -- | ---- |
| 1    | FC Porto RealC             | 50  | 20 | 16 | 2 | 2  | 78 | 27 | +51  |
| 2    | GD Os Operários            | 35  | 20 | 11 | 2 | 7  | 41 | 33 | +8   |
| 3    | GD Primeiro de Maio        | 28  | 20 | 9  | 1 | 10 | 48 | 57 | -9   |
| 4    | GD Sundy                   | 25  | 20 | 7  | 4 | 9  | 40 | 41 | -1   |
| 5    | Sporting Clube do Principe | 18  | 20 | 5  | 3 | 12 | 38 | 57 | -19  |
| 6    | UDAPB                      | 17  | 20 | 5  | 2 | 13 | 36 | 66 | -30  |

|  | Qualification pour la finale nationale                                             |
|  | Relégation directe en Segunda Divisão                                              |
|  | T : Tenant du titre C : Vainqueur de la Taça Nacional P : Promu de Segunda Divisão |

### Finale nationale
| Équipe 1      | Résultat | Équipe 2 | Aller | Retour |
| ------------- | -------- | -------- | ----- | ------ |
| FC Porto Real | 3 - 4    | UDRA     | 2 - 2 | 1 - 2  |

## Bilan de la saison
| Championnat de Sao Tomé-et-Principe de football 2018 |                  |
| Champion                                             | UDRA (3e titre)  |
| Coupes et trophées                                   |                  |
| Vainqueur de la Coupe de Sao Tomé-et-Principe 2018   | FC Porto Real    |
| Qualifications continentales                         |                  |
| Ligue des champions de la CAF 2018-2019              | Aucun            |
| Coupe de la confédération 2018-2019                  | Aucun            |
| Promotions et relégations                            |                  |
| Promus en Primeira Divisão de São Tomé               | Palmar Lusitanos |
| Promus en Primeira Divisão de São Tomé               | Santana FC       |
| Relégués en Segunda Divisão de São Tomé              | FC Neves         |
| Relégués en Segunda Divisão de São Tomé              | Inter Bom-Bom    |